# Ala Zoghlami
Pour les articles homonymes, voir Zoghlami.
Ala Zoghlami (né le 19 juin 1994 à Tunis en Tunisie) est un athlète italien, spécialiste du 3 000 mètres steeple.

## Biographie
Son frère jumeau, Osama Zoghlami, est également coureur de fond.
Il remporte le titre national du 3 000 m steeple en 2017, et réalise le doublé 3 000 m steeple -5 000 m en 2020.
En 2021, lors des Jeux olympiques de Tokyo, il se classe 9e de la finale du steeple.
Il se classe 7e des championnats d'Europe 2022 à Munich dans une finale où son frêre Osama obtient la médaille de bronze.

## Palmarès
| Date | Compétition           | Lieu   | Épreuve | Résultat        | Temps         |
| ---- | --------------------- | ------ | ------- | --------------- | ------------- |
| 2021 | Jeux olympiques       | Tokyo  | 9e      | 3 000 m steeple | 8 min 18 s 50 |
| 2022 | Championnats d'Europe | Munich | 7e      | 3 000 m steeple | 8 min 27 s 82 |

## Records
| Épreuve              | Performance   | Lieu  | Date            |
| -------------------- | ------------- | ----- | --------------- |
| 3 000 mètres steeple | 8 min 14 s 06 | Tokyo | 30 juillet 2021 |